# Émile Clermont
 (décembre 2018).
Pour les articles homonymes, voir Clermont.
Œuvres principales
- Amour promis (1909)
- Laure (1913)

Compléments
Mort pour la France lors de la Première Guerre mondiale.
Louis Émile Clermont, né à Auzat-la-Combelle (Puy-de-Dôme) le 15 août 1880 et mort pour la France à Saint-Hilaire-le-Grand (Marne) le 5 mars 1916, est un écrivain français.

## Biographie
Louis Émile Clermont naît le 15 août 1880, à La Combelle, l'un des deux bourgs constituant la commune d'Auzat-sur-Allier (aujourd'hui Auzat-la-Combelle), dans le Puy-de-Dôme. Il est le cadet d'une famille de cinq enfants, issu du mariage en 1878 d'Alphonse Clermont, ingénieur civil des mines, et d'Anne-Adine Virotte Ducharme, qui appartient à une ancienne famille bourgeoise de Montaigu-le-Blin (Allier).
Sorti second de l'École des mines de Saint-Étienne, Alphonse Clermont père se fixe, dès 1882, avec sa famille, dans la cité stéphanoise.
Louis Émile est admis en 1897 à Paris au lycée Henri-IV, où il prépare le concours d'entrée à l'École normale supérieure de la rue d'Ulm. Durant ces années passées au lycée Henri-IV, Émile Clermont a parmi ses compagnons d'études Jacques Chevalier René Gillouin.[réf. nécessaire] et Jacques Maritain.
Il obtient un Ier et 2e accessit de version grecque et latine ; il se voit attribuer,  le 3 août 1900, une bourse d'études de 900 frs, par le Ministère de l'Instruction Publique. Au lycée Henri-IV, Henri Bergson et Victor Delbós sont ses professeurs de philosophie. En 1901, il est reçu premier de sa promotion, au concours d'entrée à l’École normale supérieure,.
Il était titulaire d'un prix d'histoire depuis 1901, lors de sa dernière année au lycée Henri-IV. Émile Clermont choisit de suivre à l’École Normale Supérieure, une double formation de philosophe et d'historien.
À la rue d'Ulm, Emile Clermont suit les cours d'Émile Bourgeois, professeur d'histoire. Avec ce maître de conférence, Clermont veut rédiger un ouvrage d'histoire concernant une étude analytique sur l'origine et la chute du Second Empire. Pour approfondir et utiliser la matière historique nécessaire à ce travail rédactionnel, Émile Clermont procède au classement des archives de Jules Favre. Il rencontre Geneviève Favre, fille de l'homme politique, mère du philosophe Jacques Maritain.
En 1907, Émile Clermont fait paraitre chez Armand Colin un essai historique Rome et Napoléon III, traitant de la véritable origine de la chute du Second Empire, en collaboration avec Émile Bourgeois.

## La guerre. Sa mort.
René Gillouin, son ancien camarade d'études au lycée Henri-IV, prend la plume en février 1914, afin de présenter au public la personnalité de l'auteur de Laure : 

« Si j'avais à définir en peu de mots la personnalité complète et un peu énigmatique de M. Émile Clermont, je dirais que c'est une forte intelligence et une vaste culture, mises au service d'une sensibilité frémissante, inquiète et mélancolique. Par une rencontre extrêmement rare, il unit en lui, à un degré éminent, les dons de l'analyste et ceux du poète ; sa clairvoyance, sans cesse, se prolonge en émotion, son émotion s'illumine en pensée. De là, vient que "Laure" et "'Amour Promis", en même temps qu'ils nous touchent comme une confidence, révèlent pour notre esprit une signification universelle. »

Affiche de l'Ordre de mobilisation générale des armées de terre et de mer françaises du 1 août 1914.

En 1909, aux confins de Montaigu-le-Blin, village d'Émile Clermont, on a procèdé à la simulation d'un conflit armé illustré par l'opération militaire des Grandes manœuvres du Bourbonnais ; en 1914, la guerre devint une réalité.
« (...) Le 9 août 1914 à l'arrivée de l'ordre de mobilisation générale, en l'absence du maire de Montaigu-le-Blin, petite commune rurale de l'Allier, ce fut un normalien Émile Clermont qui fit sonner le tocsin… » 
En 1914, Clermont avait probablement plusieurs projets en préparation. Dans une première livraison datée du 15 avril 1914, dans la Revue de Paris, il commence à faire paraître quelques paragraphes inachevés, intitulés Un Petit Monde, extraits de la seconde partie de son futur roman Histoire d'Isabelle .
Émile Clermont cultive pourtant une véritable aversion pour la guerre. Mobilisé en septembre 1914, il est incorporé à Saint-Étienne au 238e régiment d'infanterie. Au dépôt de son régiment, il encadre, en tant que sergent instructeur, une compagnie d'infanterie. Ses supérieurs lui conseillent de rester au dépôt. Émile Clermont préfère être mobilisé, jugeant que le casernement est plus propice aux hommes mariés pères de famille. Envoyé sur le front de l'Est, Clermont accomplit son devoir : « L'auteur de Laure, Émile Clermont, a été nommé adjudant pour sa belle conduite sur le champ de bataille. ».
Émile Clermont est envoyé sur le front de l'Aisne lors de la première bataille de la Marne. En juillet 1915, l'historien et critique d'art Armand Dayot, en mission journalistique au milieu des tranchées, écrit  : 

« (...) Nous marchions depuis déjà près d'une heure à travers les zigzags sans nombre des interminables boyaux, lorsque le commandant, me désignant du doigt une sorte de manoir en ruines, me dit : " Voici le cabinet de travail de l'adjudant Clermont, un écrivain de talent, paraît-il. Le colonel l'apprécie beaucoup, et je crois bien qu'il l'a chargé d'écrire l'histoire du régiment. Vous plairait-il de le voir ? Émile Clermont ! presque un ami... Comment si je désire le voir ! Mais tout de suite, mon commandant..." Bientôt Clermont, dans l'attitude la plus règlementaire, une main à la visière de son képi (un très vieux képi ) s'arrêtait brusquement, humble, correct et très militaire. Cordiales effusions... Clermont sur ma demande et sans la moindre hésitation d'ailleurs de la part du chef, fut autorisé à nous accompagner. (...) »

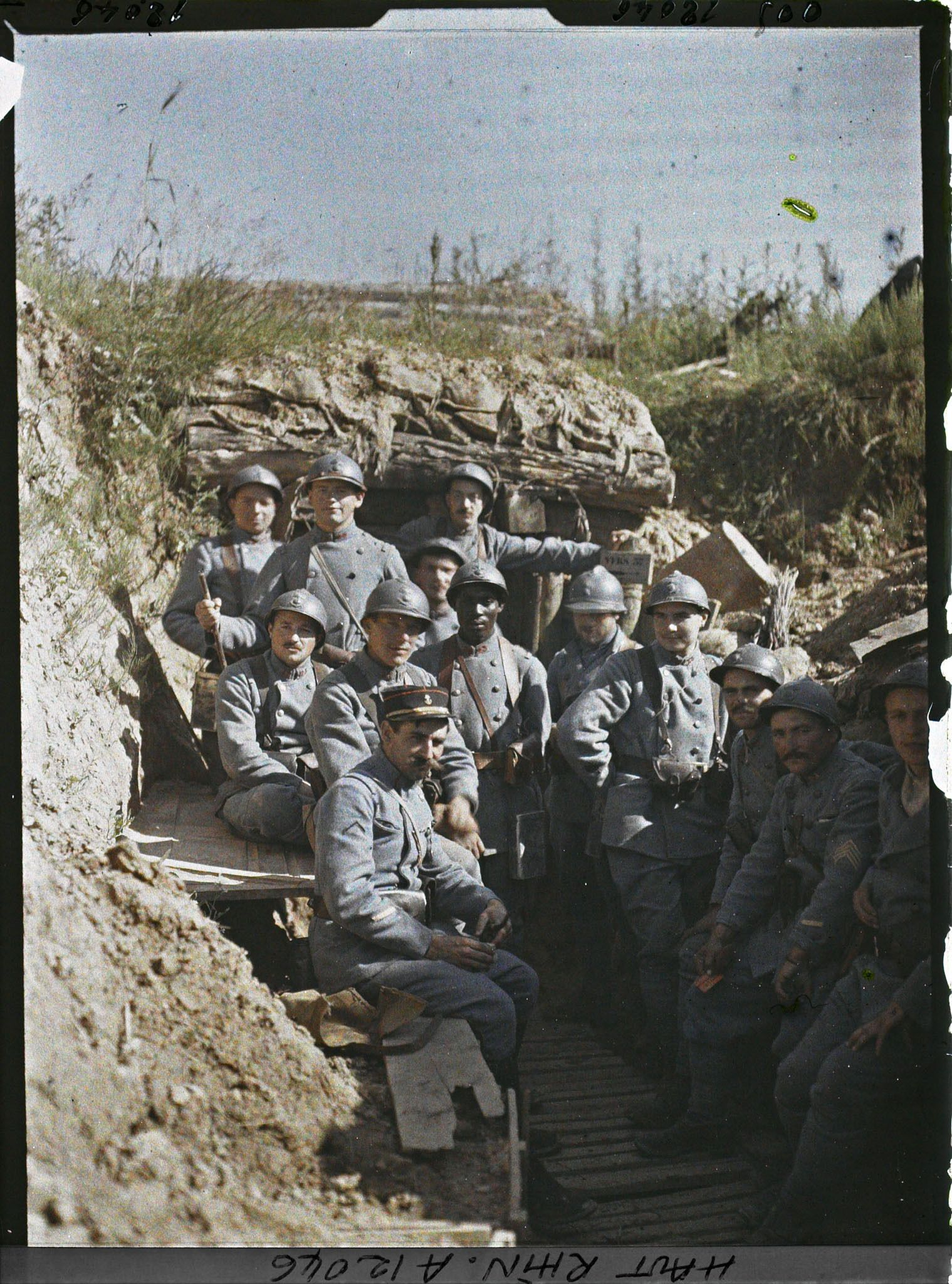
Soldats de 14-18 dans la tranchée, positionnés devant l'entrée d'un abri.

Muté sur le front de Champagne, Émile Clermont est nommé, le 1er mars 1916, sous-lieutenant au 67e régiment d'infanterie. Chargé de surveiller l'avancement des lignes ennemies, il est tué le 5 mars 1916, à l'Épine Lambert (Saint-Hilaire-le-Grand), touché par un éclat d'obus.  
Il reçoit à titre posthume la Croix de guerre 1914-1918, avec citation à l'ordre de sa division. Voici le texte de sa citation :  

« Modèle de l'officier de campagne. Insoucieux du danger, dévoué à son devoir jusqu'à la mort qu'il a trouvée au moment où sous un violent bombardement et malgré les avis qui lui étaient donnés, il se tenait dans la tranchée, veillant personnellement à une attaque possible de l'ennemi. »

Il est inhumé dans la nécropole nationale de Suippes-Ville (tombe 2879). À Montaigu-le-Blin, son nom est inscrit sur le monument aux morts.

## Réception et hommages
Selon Henry de Montherlant, il est « injustement oublié » et il est « resté méconnu malgré les efforts de Bernard Grasset pour le faire survivre ». Il aurait même écrit qu'Emile Clermont fut « un des rares « écrivains » tués par la guerre ».
Une donation de 10 000 francs est faite le 27 février 1922 à l'Académie française par M. Pierre-François Clermont (architecte) et par ses sœurs, en vue de la création d'un « Prix Émile-Clermont »  destiné à récompenser un jeune auteur de 20 à 25 ans, licencié ès lettres, se dirigeant vers la carrière des lettres. Le prix est créé en 1923. Il est décerné tous les cinq ans (3.000 Francs) par l'Académie française, et destiné à financer les voyages.
Le 10 décembre 1923, en présence de Raymond Poincaré et des parents des disparus, Alexandre Millerand inaugure le Monument aux morts de l'École normale supérieure. Le journal Paris-Soir relève que « parmi les 269 noms des anciens normaliens morts au champ d'honneur, se distinguent avec le sentiment d'un très vif regret, les noms incontournables de Charles Péguy, de Jules Arren, du philosophe Maxime David, de Pierre-Maurice Masson ou de l'homme de lettres Émile Clermont. ».
À l'initiative de l'Association des anciens élèves du lycée de Saint-Étienne, M. Maillon, agrégé de lettres et professeur au lycée, fit le 10 février 1926 une conférence sur Émile Clermont à la Chambre de commerce.
Le 14 octobre 1927, le Président de la République Gaston Doumergue, inaugure au Panthéon la stèle regroupant les 560 noms des écrivains combattants morts lors de la Grande guerre. Dans cette liste d'écrivains pour la plupart inconnus, Le Figaro, dans une édition spéciale, relève que « dans cette énumération fastidieuse, seuls peuvent se distinguer avec envergure les noms de Charles Péguy, d'Alain-Fournier, de Guillaume Apollinaire , de Louis Pergaud, d'Ernest Psichari ou d'Émile Clermont. ». 
Outre la panthéonisation du nom d'Émile Clermont en 1927, Grasset publie cette année-là un ouvrage de souvenirs intitulé Études et souvenirs sur Émile Clermont. Ce sont des souvenirs réunis par un collectif d'auteurs, et augmentés de pages inédites laissées par l'écrivain. Quelques années plus tard, en même temps que la réédition d’Amour Promis, l'écrivain René Lalou donne, le 1er janvier 1938, une conférence littéraire sur le romancier Émile Clermont, retransmise de l'auditorium de Radio-Paris.
Une rue au nom d'Émile Clermont est baptisée en 1921 à Saint-Étienne. Dans les Yvelines, la municipalité du Chesnay (agglomération de Versailles) inaugure, en 1946, une rue à son nom. En 2013, le conseil municipal de Montaigu-le-Blin, village qui est le berceau de sa famille maternelle, donne son nom à une rue.

## Œuvres
- Rome et Napoléon III (1849-1870). Étude sur les origines et la chute du Second Empire, en collaboration avec E. Bourgeois, préface de Gabriel Monod, Paris, A. Colin, 1907.
- Amour promis, roman, Paris, Calmann-Lévy, 1909 ; réédition Nelson 1925. Réédité par Grasset en 1995 dans la coll. « Les cahiers rouges »  (ISBN 2-246-11232-X)).
- Un Joli conte. Parution dans le périodique La Poupée modèle, journal des petites filles, Paris, juin 1912.
- Laure, roman, Paris, Édition Bernard Grasset, 1913.
- Un Conflit, roman en projet qu'Émile Clermont prévoyait de faire publier dans la presse française en 1914.
- Histoire d'Isabelle, roman, inachevé et posthume, Paris, Grasset, 1917 ; 2e éd., Paris, G. Crès et Cie, 1924, avec un portrait gravé sur bois par Paul Baudier).
- Voyage en Allemagne (1910) (Écrits inédits donnés par Louise Clermont), Éditions Les Écrits nouveaux, janvier-février 1920, p. 4 à 22.
- Laura (traduction en espagnol), Madrid, Calpe, 1921.
- Des « Pages inédites » furent publiées dans Études et Souvenirs sur Émile Clermont par Louise Clermont, 1927.
- Amour promis, roman, préfacé par Bernard Grasset. Réédition dans la collection « Le trentenaire », Grasset, 1938.
- Amour promis, roman réédité paru chez Gallimard dans La Nouvelle Revue française (NRF), 26e année, no 297, 1er juin 1938.
- Laura, traduit par Luis Bello, Buenos-Aires, Editiones Espasa-Calpe, Colleccion « Austral », 1948.
- Le Passage de l'Aisne, récit de guerre préfacé par Daniel Halévy (collection « Les Cahiers verts »), Grasset, 1921. Réédition en version intégrale par l'association Soissonnais 14-18, Soissons, 2002.

### Ouvrages ou parties d'ouvrages
- Les écrivains tués à l'ennemi : Émile Clermont, Éditions du Mercure de France, 16 avril 1916, p. 761-762.
- Joseph Huby (56e Année), « Le Témoignage d'Emile Clermont - Souvenirs et récit d'une sœur », Études, Paris, Bureaux des Etudes, no 159,‎ avril 1919, p. 513-537Revue fondée en 1856 par des Pères de la Compagnie de Jésus.
- José Debieuvre, « Les Héros de l'Intelligence Nationale : Emile Clermont », La Brise, no 1,‎ 1er janvier 1920.
- (en) Gladys Turquet-Milnes, Some Modern French Writers: A Study in Bergsonism, Londres, H. Muishead, 1921, p. 237-257.
- Luis Araujo Costa (préf. Maurice Legendre), Francia el noble Pais, Barcelone, Bloud y Gay Editorès, 1923, p. 251-258.
- Jean Ravennes, Anthologie des écrivains morts à la guerre, t. II, 1924.
- Eugène Montfort, Vingt cinq ans de littérature française : tableau de la vie littéraire de 1897 à 1920, t. II, Paris, Edition Librairie de France, 1925Paragraphe Les Ecrivains morts à la Guerre. Avec un portrait photographique d'Emile Clermont
- Études et souvenirs sur Émile Clermont : 15 août 1880 - 5 mars 1916, Paris, Grasset, 1927.
- Jean Giraudoux, Marche vers Clermont, Grasset, Éditions des Cahiers Libres, 1928.
- Larousse du XXe siècle en Six Volumes, t. II, Paris, Edition Larousse, 1928-1933, p. 301.
- (de) Elisabeth Spiegel, Émile Clermont (1880-1916): Studien zu seiner Biographie und zur Bestimmung seiner Stellung in der französische Geistesgeschichte (Inaugural-Dissertation), Würzburg, 1932, p. IV-68.
- Emmanuel Buenzod, Une époque littéraire 1890-1910, Neuchâtel, Baconnière, 1940.
- Jean Giraudoux, « Tombeau de Émile Clermont », dans Littérature, Paris, Grasset, 1941 (réimpr. 2014).
- Jacques Chevalier, « Mon souvenir d'Émile Clermont », dans Cadences, vol. II, Paris, Plon, 1951.
- Paulette Piron, Émile Clermont, sa vie, son œuvre, son témoignage (thèse de doctorat), Paris, Sorbonne, 1953.
- Dictionnaire de biographie française, t. VIII, Paris, Letouzey, 1959 [détail de l’édition], p. 1490Notice écrite par Roger Limouzin-Lamothe.
- Gabriel Boillat, La librairie Bernard Grasset et les lettres françaises, première partie : 1907-1914, les chemins de l'édition, Paris, Honoré Champion, 1974, p. 37-149.
- Jean Bothorel, Bernard Grasset, vie et passion d'un éditeur, Paris, Edition Grasset, 1989Nombreuses références sur Emile Clermont.
- Jean Norton Cru, Témoins : essai d'analyse et de critique des souvenirs de combattants édités en français de 1915 à 1928, Presses universitaires de Nancy, 1993.
- Stéphane Audoin-Rouzeau, Cinq deuils de guerre 1914-1918, Paris, Taillandier, coll. « Texto », 2013, p. 53-93.
- Jean-François Domenget, Montherlant critique, Droz, 2003.

### Articles
- Lucien Maury, « Émile Clermont : Rubrique « Lettres, œuvres et idées » », Revue Bleue,‎ 14 juin 1913, p. 761-764.
- « Émile Clermont : Article nécrologique », Le Temps, no 19976,‎ 16 mars 1916.
- « Émile Clermont : Annonce nécrologique », Le Figaro,‎ 16 mars 1916.
- « Emile Clermont, tombé au Champ d'Honneur - Annonce nécrologique », Mémorial de la Loire, Edition de Saint-Etienne,‎ 17 mars 1916.
- Henri de Régnier (7e année), « Grand article d'hommage », L'Excelsior, no 1956,‎ 24 mars 1916.
- Émile Faguet, « Article », Le Gaulois,‎ 24 mars 1916En première page.
- Émile Faguet, « Article nécrologique », Le Mémorial de la Loire, Académie française,‎ 25 mars 1916.
- « Les Lettres : Emile Clermont » (article d'hommage), Le Cri de Paris, no 991,‎ 26 mars 1916.
- Maurice Barrès, « La vie et la mort d'Émile Clermont » », L'Écho de Paris,‎ 3 avril 1916Cet article sera réimprimé dans son intégralité en 1919 dans l'ouvrage de Maurice Barrès L'Âme française et la guerre pendant la bataille de Verdun, Grasset.
- Étienne Rey (article nécrologique), « Émile Clermont », Bulletin des Écrivains, no 18,‎ avril 1916.
- « Les écrivains tués à l'ennemi : Emile Clermont », Mercure de France,‎ 16 avril 1916, p. 761-762.
- René Doumic, « Émile Clermont », Revue des Deux Mondes,‎ 1er mai 1916, p. 151-158.
- Christian Pfister (article nécrologique), « Emile Clermont », Revue historique, vol. 122,‎ mai-juin 1916, p. 227.
- René Gillouin (article d'hommage), « Émile Clermont », Revue de Paris, vol. 23, t. III,‎ mai-juin 1916 (23e année), p. 571-581.
- « Littérature et Beaux-Arts : Emile Clermont » (article d'hommage), La Revue Mondiale, vol. 116,‎ 1916.
- Étienne Rey (article d'hommage), « Aux Écrivains Morts pour la France : Emile Clermont », Le Divan,‎ juillet 1916, p. 491-503.
- Étienne Rey, « La vie littéraire : Emile Clermont », Le Figaro,‎ 10 janvier 1917 (63e année).
- P. Bonte, « Les prédispositions catholiques d'Emile Clermont », La Revue des Jeunes,‎ 1919.
- Paul Souday, « Emile Clermont, sa vie et son œuvre », Le Temps,‎ 29 mai 1919Grand article littéraire concernant l'ouvrage de Louise Clermont.
- Raoul Narsy, « L'âme inquiète d'Émile Clermont », Journal des débats,‎ 2 juin 1919.
- Armand Dayot, « Souvenirs de guerre », Le Gaulois,‎ 22 juin 1919.
- Marie Dutoit, « Émile Clermont. Esquisse d'une biographie morale », La Semaine littéraire,‎ 9 août 1919.
- Paul Seippel, « Emile Clermont », Messidor,‎ 5 mai 1920, p. 98-99.
- Daniel Halévy, « Emile Clermont et la guerre », La Revue hebdomadaire, no 40,‎ 1er octobre 1921.
- « Trois morts de la Grande Guerre : Emile Clermont, Robert d'Humières, Augustin Cochin », Le Nouvelliste de Bretagne,‎ 29 mai 1922.
- Auguste Prenat (série d'articles), « Emile Clermont », Batonnier de l'Ordre des Avocats de Saint Étienne,‎ 1927.
- « Émile Clermont », Revue des Revues, Les Nouvelles littéraires,‎ 15 octobre 1927.
- « Émile Clermont », La Revue universelle, vol. 32,‎ 1928.
- José Vincent, « Études et souvenirs sur Emile Clermont », La Croix,‎ 3-4 juin 1928.
- Henry de Montherlant, « Hommage à un disparu », Le Figaro, no 180,‎ 29 juin 1934Article d'hommage paru à la Une du journal consacré à la disparition du romancier.
- Jean Balde, « Émile Clermont et l'inquiétude de sa génération », Le Correspondant,‎ 20 mars 1936, p. 584-594.
- Bernard Grasset, « À l'occasion d'un trentenaire : souvenirs sur Émile Clermont », La Revue hebdomadaire, no 47,‎ avril 1938.
- Edmond Jaloux, « ? », L'Exelsior,‎ 2 juillet 1938Article à propos de la réédition d'Amour Promis.
- Francis Conem, « Plaidoyer pour le romancier du scrupule : Émile Clermont », Matulu, no 18,‎ octobre 1972.
- Émile Logier, Émile Clermont (1880-1916) (conférence), 11 avril 1987Des extraits de cette conférence ont été publiés par les Amis du Vieux Saint-Étienne, 1987.
- Yvette Wery, « Emile Clermont romancier analyste et psychologue » (thèse licence), Revue belge de philologie et d'histoire, Université Catholique de Louvain,‎ 1943.
- M. Hansoul, « La soif d'absolu dans les romans d’Émile Clermont » (thèse licence), Revue belge de philologie et d'histoire, Université Catholique de Louvain, vol. 52,‎ 1974.